# 군용견

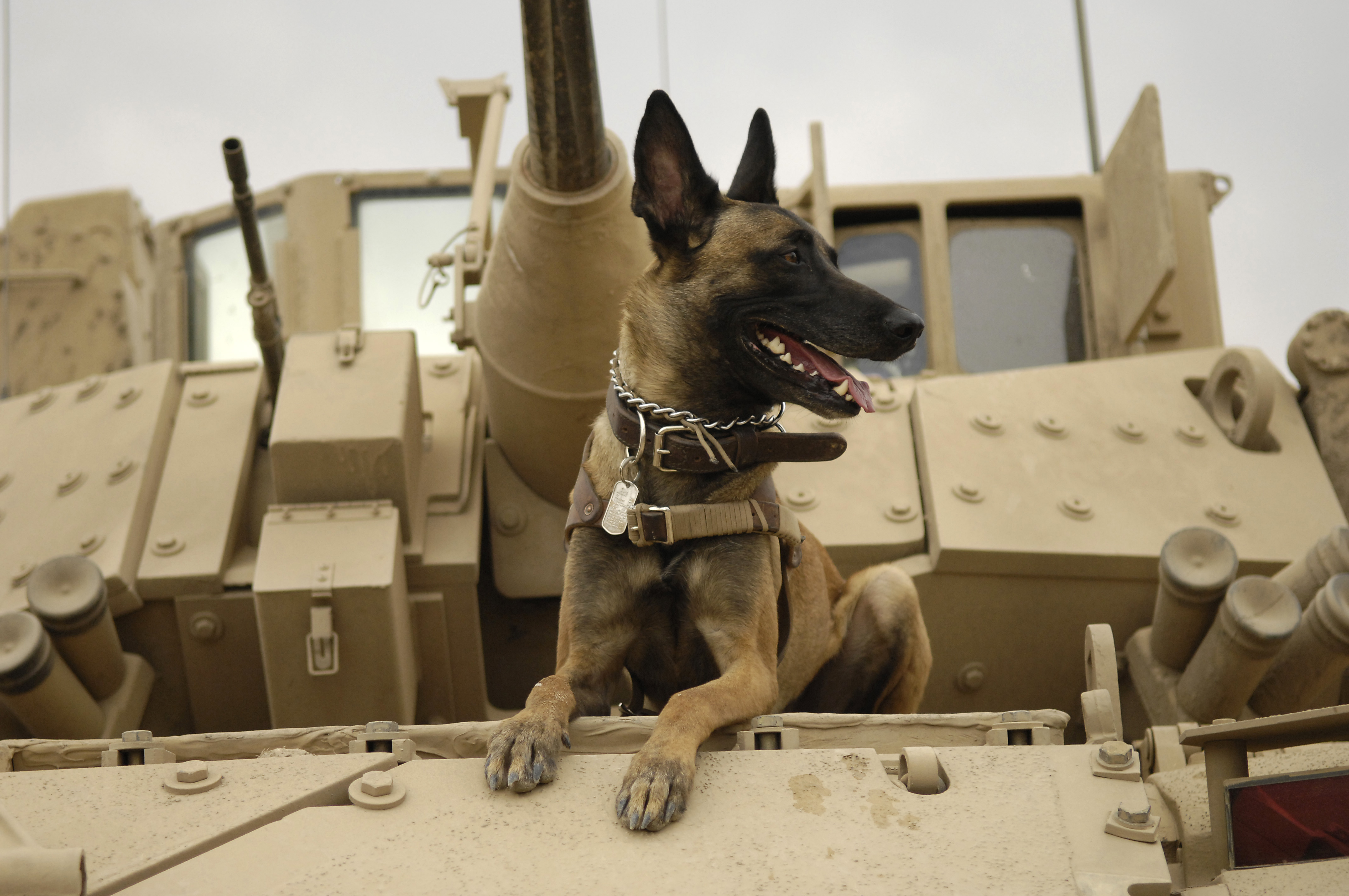
미국 공군 군견

군용견(軍用犬)은 군용으로 사용할 목적으로 사육하여 훈련시킨 개이다. 군견(軍犬)이라고도 부른다.
군대의 대표적인 가축으로서 동물로서는 군대에서 가장 큰 재산이다.
주로 수색에 사용되는 데 통신이 발달하여 전화와 전신이 널리 사용되면서 군대에서 사용되지 않게 된 군용비둘기와, 교통이 발달하여 자동차가 널리 사용되면서 사용빈도가 줄어 행사 때 극히 적은 필(匹)이 사용되는 군마와 달리 군용견의 후각을 대신하는 물품이 아직 없고 인간에 대한 충성심이 강하여 아직도 군용비둘기와 군마에 비하여 군대에서 널리 사용되고 있다. 베스트를 착용한다.

## 군용견의 역사
군견은 이집트인, 그리스인, 페르시아인, 사르마티아인, 바간다인, 알란인, 슬라브인, 영국인, 그리고 로마인들에 의해 사용되었다.

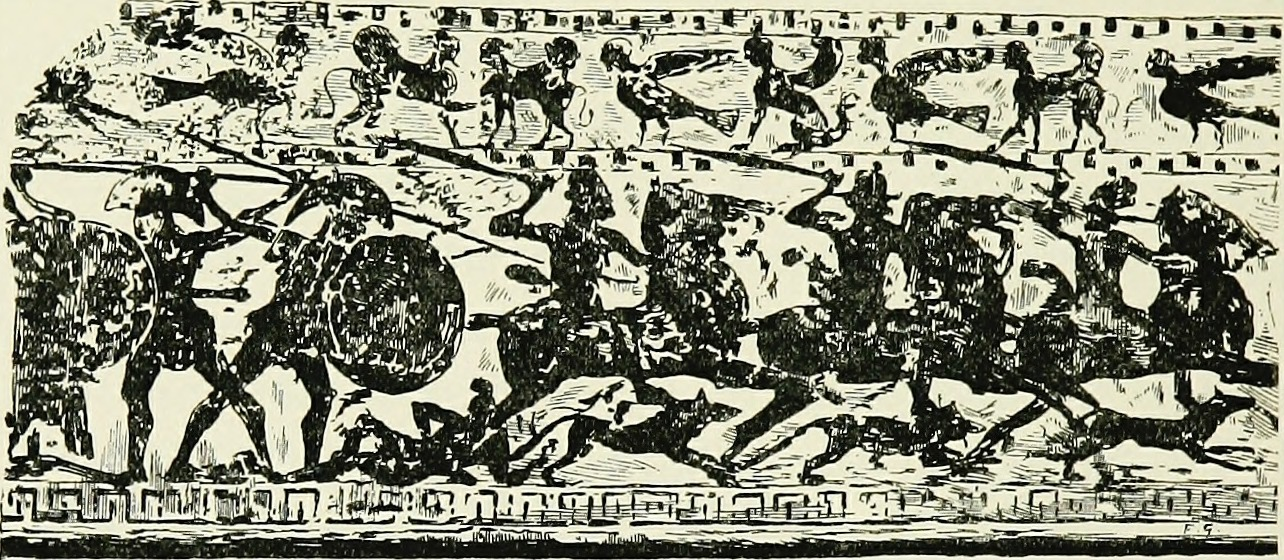
폰토스 판에 그려진 키메리아 기병대와 그들의 군견, 그리고 그리스 호플리테스 간의 전투

그리스와 로마인들 사이에서 개는 보초나 순찰대 역할을 가장 많이 했지만, 때때로 전투에 투입되기도 했다. 기원전 600년 경에 리디아의 알리아테스가 킴메르족에 대항한 전투에서 군견을 최초로 사용하였다. 리디아의 개들은 몇몇 침략자들을 죽이고 다른 개들을 물리쳤다. 펠루시움 전투 (기원전 525년)에서 캄비세스 2세는 개와 고양이, 그리고 이집트인들이 신성시하는 다른 동물들을 배치했다. 이 동물들을 최전방에 배치함으로써, 그는 이집트인들이 그들의 발사 무기 사용을 중단하도록 할 수 있었다고 추정된다.
고대 후기 동안, 훈족 아틸라는 그의 캠페인에 큰 군견을 사용했다. 유럽 왕족들 사이의 전쟁 개 사육 가축 선물은 중세 시대에 걸쳐 교환에 적합한 토큰으로 여겨졌다. 다른 문명들은 캐러밴을 방어하거나 적을 공격하기 위해 무장한 개를 사용했다.
극동에서 15세기 베트남 황제 레레이는 응우옌쉬가 돌보고 훈련시킨 100마리 이상의 사냥개를 길렀는데, 그의 기술은 충격부대 연대장으로 승진시킬 만큼 인상적이었다.
나중에 프로이센의 프리드리히 대왕은 러시아와의 7년 전쟁 동안 개를 전령으로 사용했다. 나폴레옹은 또한 그의 선거 운동 동안 개를 이용했다. 개는 1770년까지 프랑스의 해군 시설을 지키는 데 사용되었다.
미국에서 처음으로 군사적인 목적으로 개를 공식적으로 사용한 것은 세미놀 전쟁 때였다. 사냥개는 미국 남북전쟁에서 포로들을 보호하고, 메시지를 보내고, 지키는 데 사용되었다. 그랜트 장군은 전쟁 전에 도망친 노예들을 사냥하도록 훈련받았기 때문에 남부 헌드하운드 무리가 북군 군대에 의해 어떻게 파괴되었는지에 대해 이야기한다. 개는 또한 미국의 제1차 세계 대전 홍보와 모집 포스터에서 마스코트로 사용되었다.

## 군용견의 품종
군견으로는 주로 다음과 같은 품종이 이용된다.
| - 복서 - 진돗개 - 저먼 셰퍼드 - 블랙 러시안 테리어 - 말리노이즈 - 시베리안 허스키 - 벨기에 테뷰런 - 마스티프 - 도그 드 보르도 - 네오폴리탄 마스티프 - 그레이트 피레니즈 - 버니즈 마운틴 도그 - 아키타견 - 에어데일 테리어 - 벨기에 라케노이즈 - 스탠더드 슈나우저 - 알래스칸 맬러뮤트 - 자이언트 슈나우저 | - 쿠바스 - 그레이트 데인 - 불 마스티프 - 저먼 핀셔 - 그레이트 스위스 마운틴 도그 - 아나톨리아 셰퍼드 도그 - 사모예드 - 케이넌 도그 - 뉴펀들랜드 - 티베탄 마스티프 - 포르투갈 워터 도그 - 로트와일러 - 피레니언 셰퍼드 - 코몬도르 - 시베리안 허스키 - 세인트 버나드 - 도베르만 핀셔 |

## 역할
개들은 고대부터 여러 가지 목적으로 사용되어 왔다. 분야마다 다른 품종이 사용되어 왔지만, 항상 그 요구를 충족시켰다. 더 이상 과거만큼 전쟁에서 개를 이용하지는 않지만, 군용견의 개념은 현대의 군에서도 여전히 남아 있다.

### 대인 공격
고대에는 종종 큰 마스티프 형태의 품종인 개들이 갑옷이나 뾰족한 목걸이로 묶여 적을 공격하기 위해 전투에 보내졌다. 이 전략은 로마와 그리스와 같은 다양한 문명에 의해 사용되었다. 이전 세기만큼 흔하지는 않지만, 현대 군대는 계속해서 개를 공격 역할에 고용하고 있다. 미군 SOCOM 병력은 여전히 도망가는 적이나 포로를 체포하거나 인간 병사들에게 너무 어렵거나 위험한 지역(예: 크롤 공간)을 수색하기 위해 개를 이용한다.

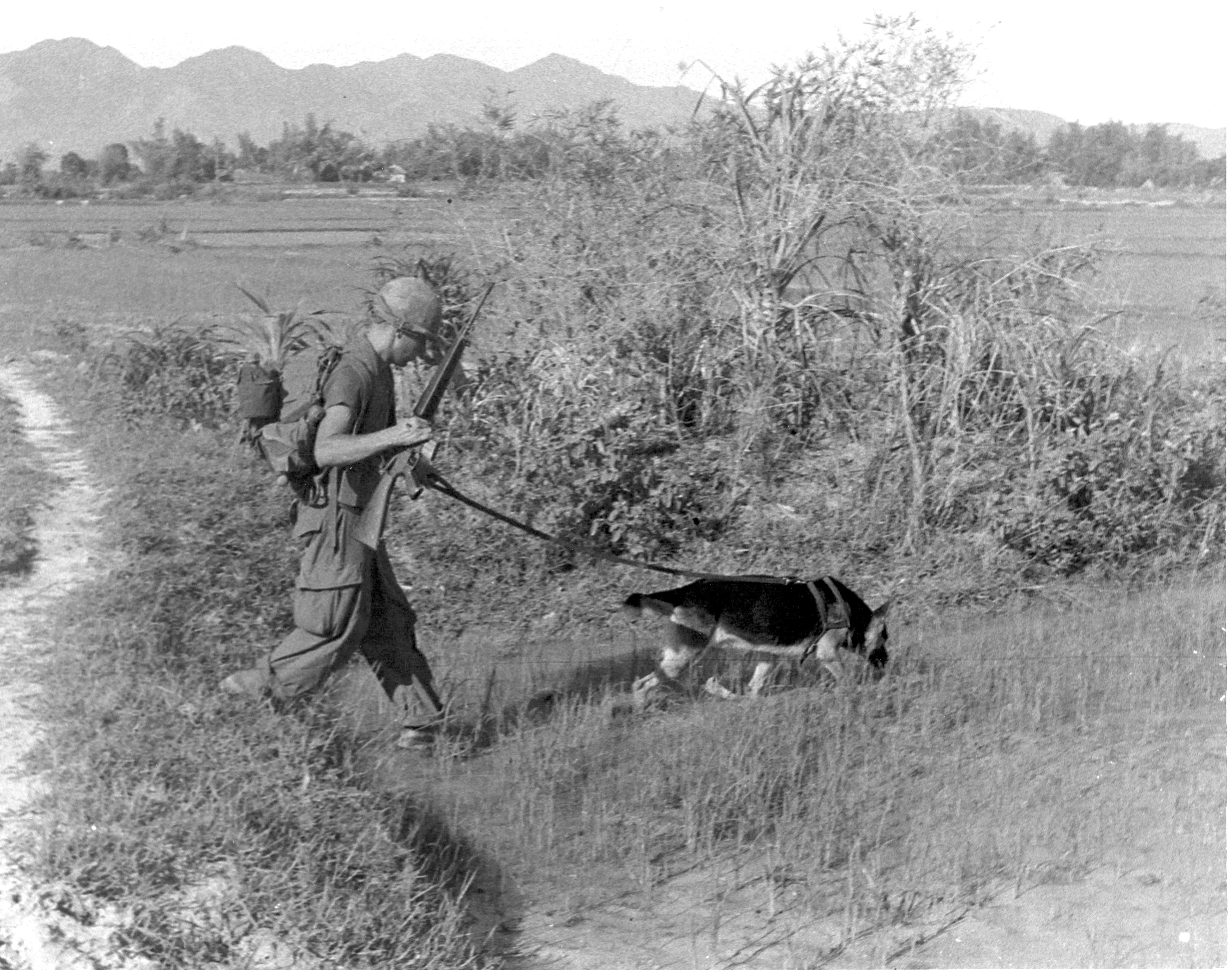

제2차 세계 대전 동안 시도된 또 다른 프로그램은 뉴멕시코주 산타페에 사는 스위스 시민에 의해 제안되었다. William A. Prestre는 일본 군인들을 죽이기 위해 큰 개를 사용할 것을 제안했다. 그는 훈련 시설을 수용하기 위해 미시시피의 섬 전체를 임대하도록 군대를 설득했다. 그곳에서 군대는 200만 마리의 개를 훈련시키기를 계획했다. 상륙정들이 수천 마리의 개를 풀어 일본군 수비대에 대항하는 것으로 섬 침공을 시작한 다음, 일본군 수비대가 혼란스럽게 흩어지자 군대가 뒤따르자는 것이었다. 가장 큰 문제 중 하나는 일본군이 거의 잡히지 않았기 때문에 개를 훈련시킬 일본군을 데려오는 것이었다. 마침내, 일본계 미국인 군인들이 훈련에 자원했다. 하지만 또 다른 큰 문제는 개들이 너무 유순하거나, 해변을 건너는 훈련에 제대로 응하지 않거나, 포탄 사격에 겁을 먹었다는 것이다. 이를 위해 수백만 달러가 지출된 후, 그 프로그램은 중단되었다.

### 대전차 공격

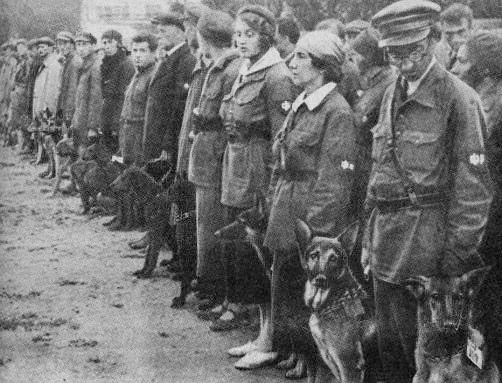

소비에트 연방은 1930년대부터 대전차 공격 목적으로 개를 사용했다. 이러한 목적으로 활용된 개를 대전차견이라고 한다. 이들은 틸트 로드 기뢰를 장착하고 적의 전차 아래로 달려가 자동으로 기뢰를 폭발시키는 훈련을 받았다. 그러나 개들은 정지해 있는 러시아군 탱크로 훈련을 받았고, 움직이는 탱크 아래에서는 거의 뛰지 않았다. 러시아 탱크와 독일 탱크가 모두 있을 때, 개들은 친숙한 러시아 탱크를 향해 우선적으로 달려가곤 했다.

### 탐지 및 추적
많은 개들이 지뢰의 위치를 찾는 데 사용되었다. 그들은 전투 상황에서 그다지 효과적이지 않다는 것이 입증되었다. 해병대 지뢰탐지견은 지표면 아래 맨 전선을 이용해 훈련을 받았다. 그 전선은 개들에게 위험이 땅 밑에 숨어 있다는 것을 가르쳐주면서 충격을 주었다. 일단 개의 초점이 제대로 맞춰지면, 더미 지뢰를 심고 개들이 그들의 존재를 알리는 훈련을 받았다. 이를 통해 개들은 효과적으로 광산을 찾게 되었지만, 그 과정은 개들에게 너무 많은 스트레스를 주어 한번에 20분에서 30분 정도만 일할 수 있었다. 지뢰탐지용 군견들은 무작위적인 충격에 극도로 긴장했다. 따라서 이들의 임무 수행 수명은 길지 않았다. 실험용 쥐를 대상으로 한 실험에서는 이러한 추세가 매우 극단적일 수 있다는 것을 보여주는데, 일부 실험에서는 쥐가 전기 충격을 피하기 위해 굶주릴 정도로 구석에 옹기종기 모여 있기도 했다.

### 정찰

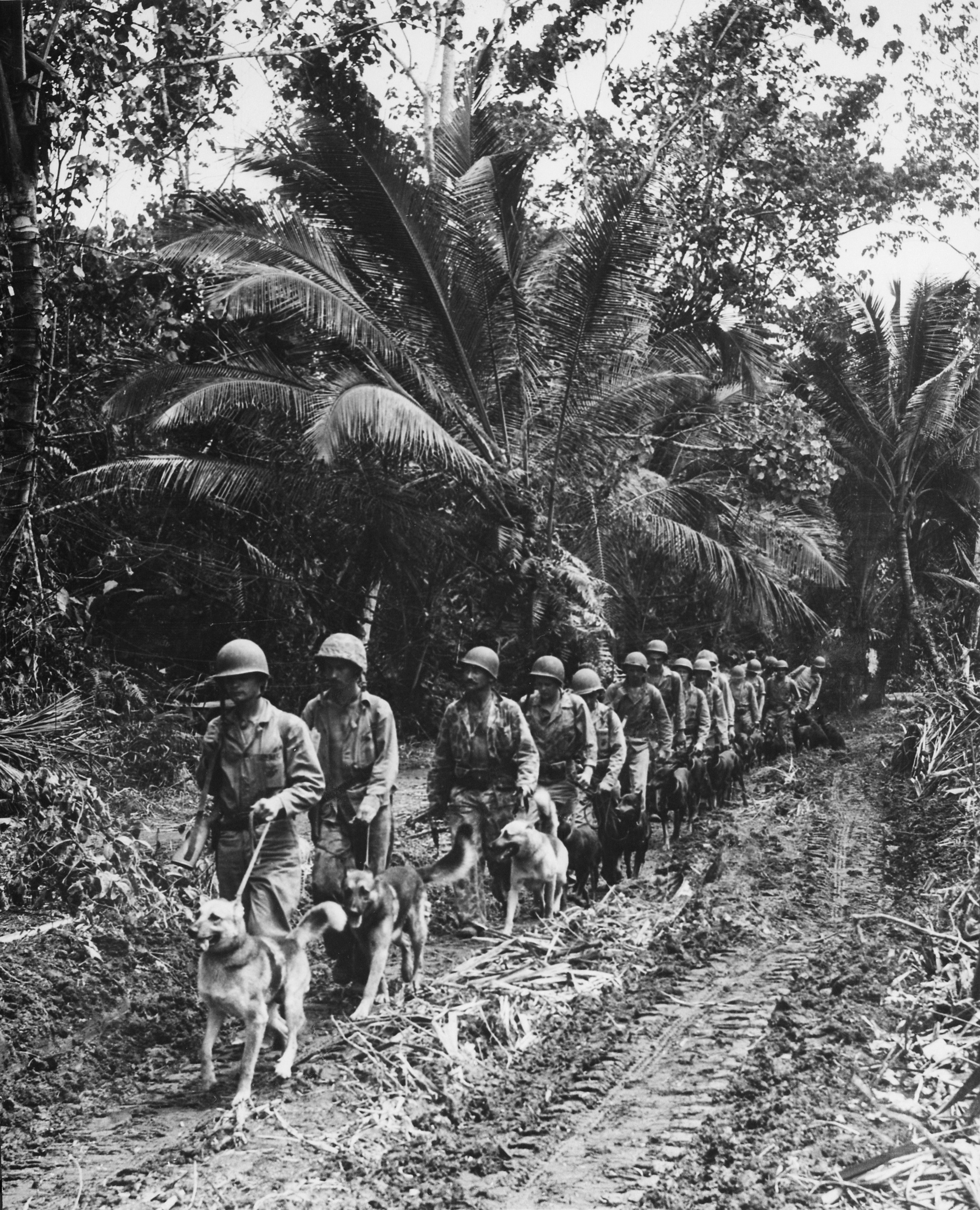

정찰견들은 인간과 동물의 냄새를 구별하는 법을 배워야 한다. 어떤 개들은 조용히 부비트랩과 저격수와 같은 숨겨진 적들의 위치를 찾도록 훈련받는다. 개의 예민한 후각과 청각은 위험을 감지하는데 인간에 비해 훨씬 더 효과적이다. 최고의 정찰견은 유순한 추적견과 공격적인 공격견의 중간 기질을 가진 것이다. 정찰견은 1,000야드 이내의 지역에서 상대적인 위협을 식별할 수 있어야했고, 이러한 정찰 방법은 인간의 감각에 의존하는 것 보다 효율적이다. 2019년에는 육군 32사단 소속의 정찰견 '달관이'가 실종자 수색에 공을 세워 표창을 받기도 했다.
정찰견은 미국이 제2차 세계 대전과 한국, 베트남 등에서 매복이나 무기고, 물 속에 숨어 있는 적 전투기를 탐지하는 데 사용됐으며, 물줄기 위에는 갈대 호흡 빨대만 보였다. 미국은 다수의 정찰견 소대(개별 순찰대에게 핸들러와 개 팀 단위로 배정)를 운영했고, 조지아주 포트 베닝에 전담 개 훈련 학교를 세웠다.

### 현대 군용견의 역할
현대의 군용견들은 종종 경찰견, 또는 미국과 영국에서는 군사용 작업견(MWD) 또는 K-9로 불린다. 이들의 역할은 그들의 고대만큼이나 다양하지만, 최전방 대열에서는 과거에 비해 드물게 사용된다. 2011년엔 600명의 미국 MWD가 이라크와 아프가니스탄의 분쟁에 참여했다.
최근에는 탐지 작업을 위해 후각이 예민한 소형견과 순찰과 법 집행을 위해 벨기에 말리노이즈, 네덜란드 저먼 셰퍼드 등 탄력성이 높은 견종으로 바뀌었다. 오늘날 사용되는 모든 MWD는 훈련 후 '핸들러'와 짝을 이룬다. 핸들러는 보통 한 마리의 개와 함께 지내지 않지만, 핸들러는 적어도 1년 이상 개와 파트너 관계를 유지한다.
최신 개 전술 조끼에는 카메라와 내구성이 뛰어난 마이크가 장착되어 있어 개들이 오디오와 시각 정보를 핸들러에게 전달할 수 있다.
1970년대에, 미 공군은 전세계적으로 1,600마리 이상의 개를 사용했다. 오늘날, 인원 감축으로 인해 전 세계에 주둔하고 있는 미 공군의 개 팀은 약 530명으로 줄어들었다. 이러한 역할을 하는 많은 개들은 현재 군사용으로 개를 훈련시키는 유일한 미국 시설인 랙랜드 공군 기지에서 훈련을 받는다.

#### 위협

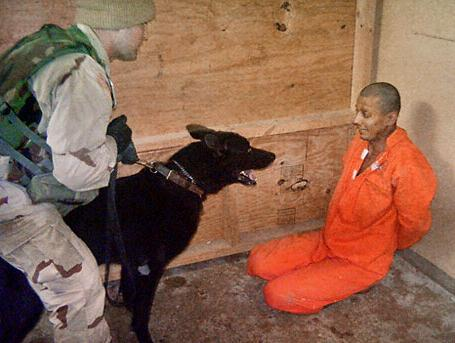

아부그라이브 교도소에서 주황색 점프슈트를 입은 구속 수감자가 미군에게 개를 위협받고 있다.
최근 아프가니스탄과 이라크 전쟁 동안 미국이 죄수들에게 군용견을 사용한 것은 논란이 되었다. 많은 이슬람교도들이 개를 부정하다고 생각하기 때문에 중동에서 개를 소유하는 것은 상대적으로 드물다.
이라크 전쟁: 미국은 이라크 교도소에 수감된 죄수들을 위협하기 위해 개를 사용해왔다. 아부 그라이브 포로 학대 폭로에 따른 법정 증언에서, 토마스 M. 파파스 대령은 심문에 개를 사용하는 것을 승인했다고 진술했다. 두 명의 병사, Santos A. Cardona, Sergeant Michael J. Smith 병장은 입마개가 없는 작업견들이 그들을 위협하고 공격하도록 허락해 구금자들을 학대한 혐의로 기소되었다. 검찰은 공개된 사진에 포착된 사건에 초점을 맞추고 있는데, 두 남자는 벌거벗은 억류자를 궁지에 몰아넣고 그의 허벅지를 물어뜯도록 했다고 한다.

#### 법 집행
일상적인 헌병 업무의 파트너로서, 이들은 용의자를 쫓고, 그들이 잡혔을 때 그들을 보호할 수도 있다. 이들은 핸들러가 공격당했을 때 악랄하게 반응하도록 훈련받으며, 핸들러로부터 명령을 받지 않으면 전혀 반응하지 않도록 훈련받는다. 많은 경찰견들도 탐지 훈련을 받는다.

#### 마약과 폭발물 탐지

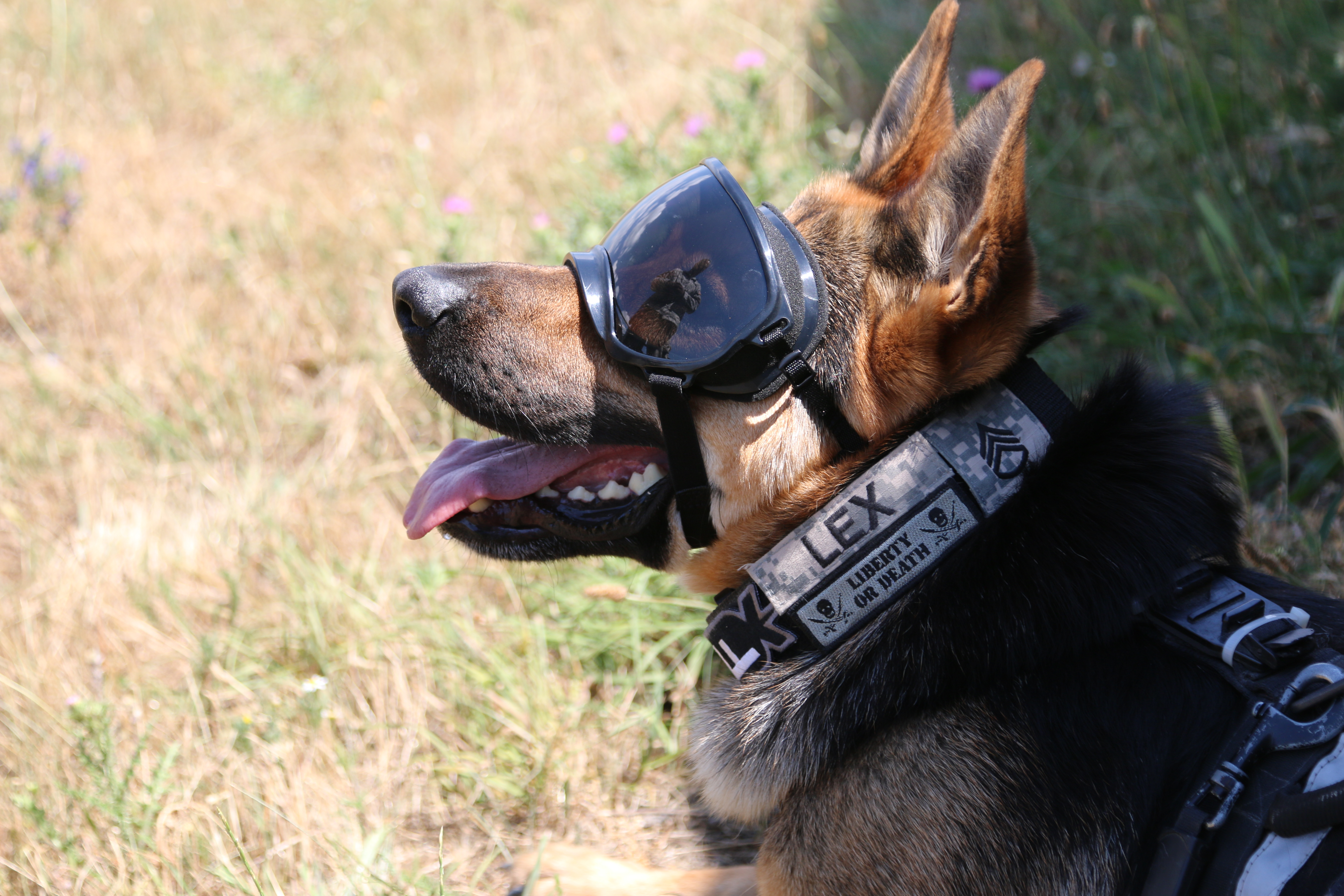

마약탐지견들은 마약이 밀폐된 용기에 있더라도 그 냄새를 맡을 수 있다. 마약 탐지 훈련을 받은 개들은 일반적으로 공항, 검문소, 기타 보안 및 금수 조치가 필요한 장소에서 사용된다.
군용견은 또한 폭발물을 탐지하도록 훈련 받을 수 있다. 마약과 마찬가지로 훈련된 군용견은 극소량의 폭약도 탐지할 수 있어 진입점 검색, 보안 시설 내 순찰 및 검문소에서 유용하다. 이 개들은 폭탄 탐지 성공률 98% 이상을 달성할 수 있다.

## 사진첩

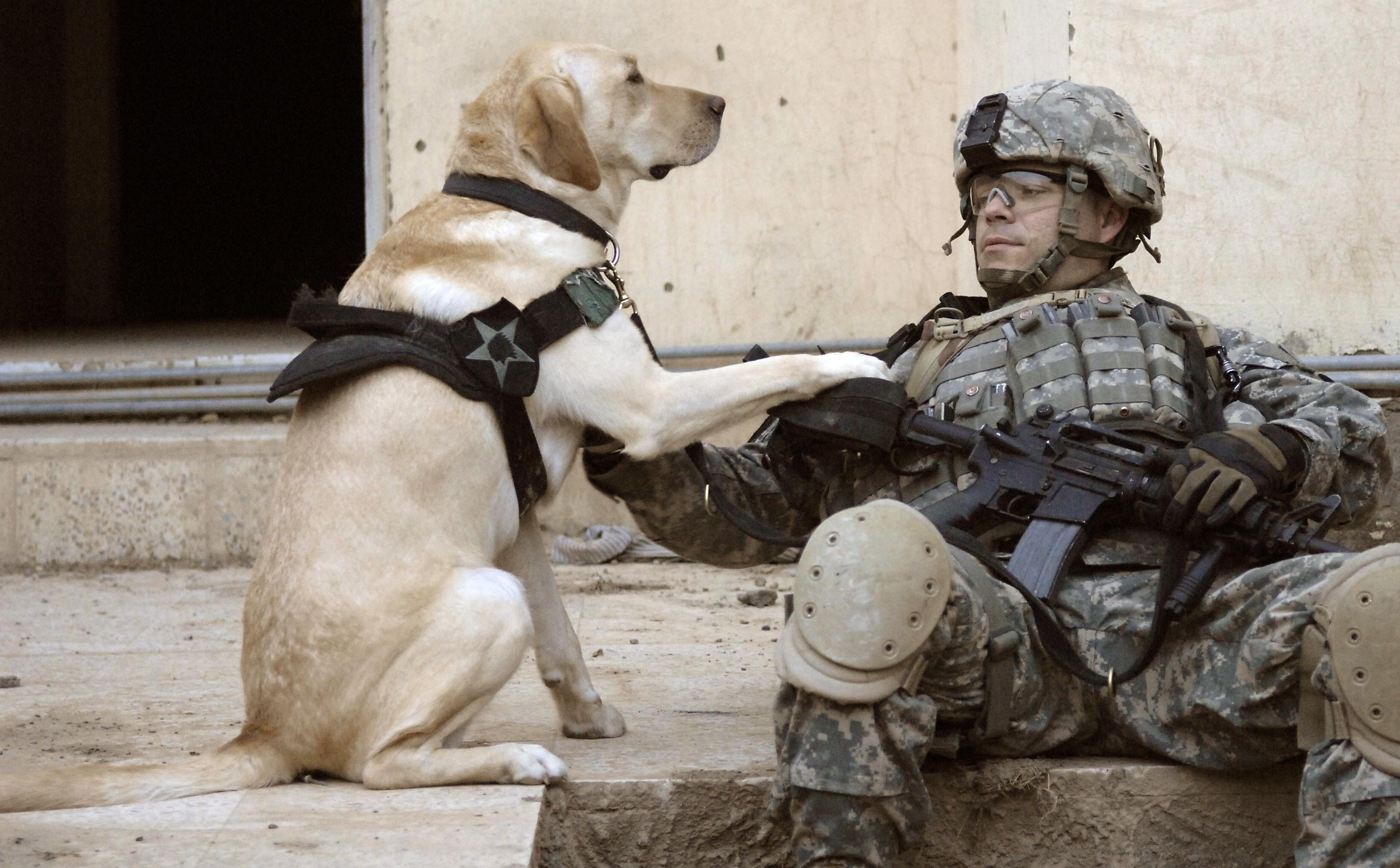
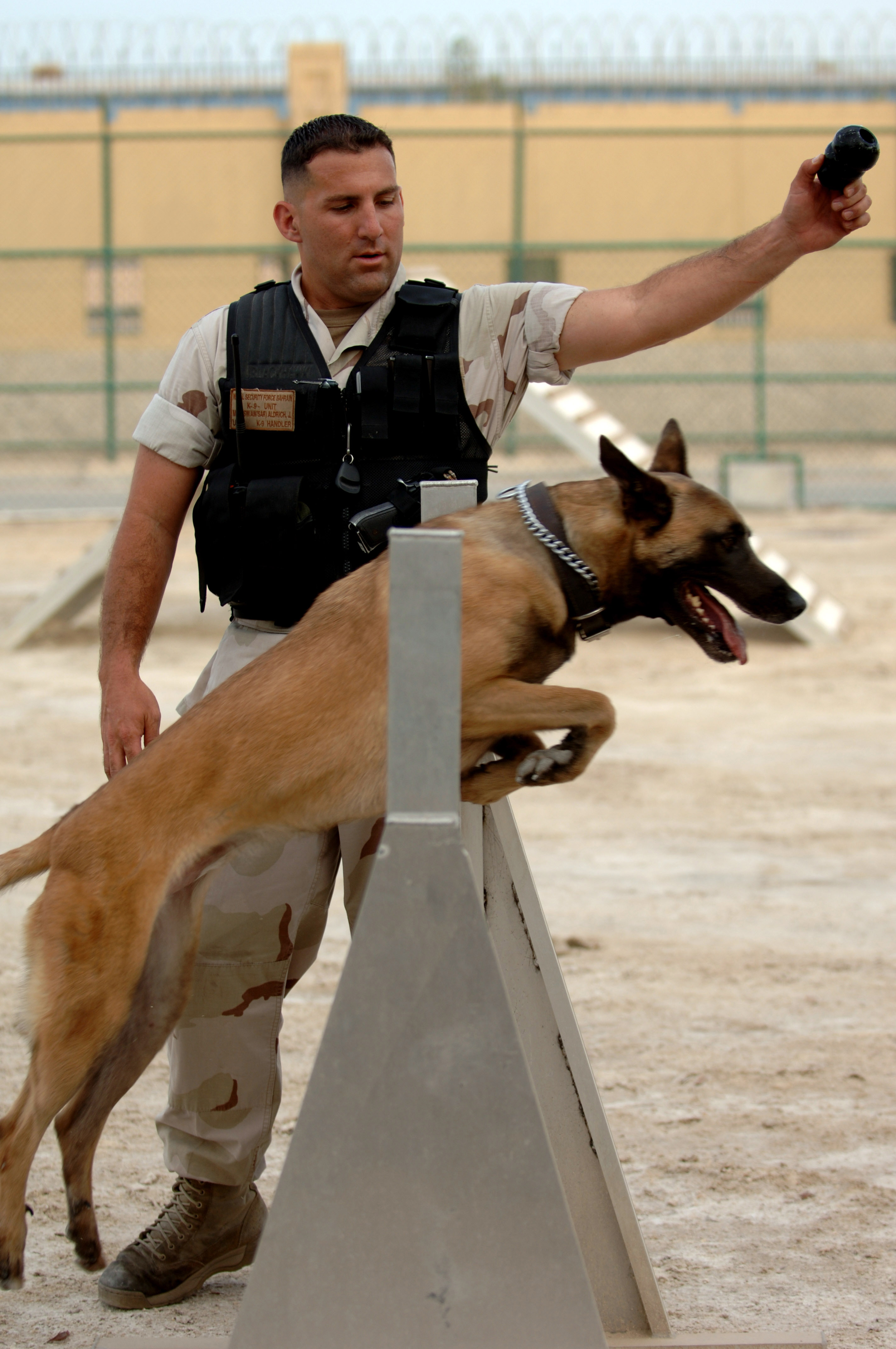
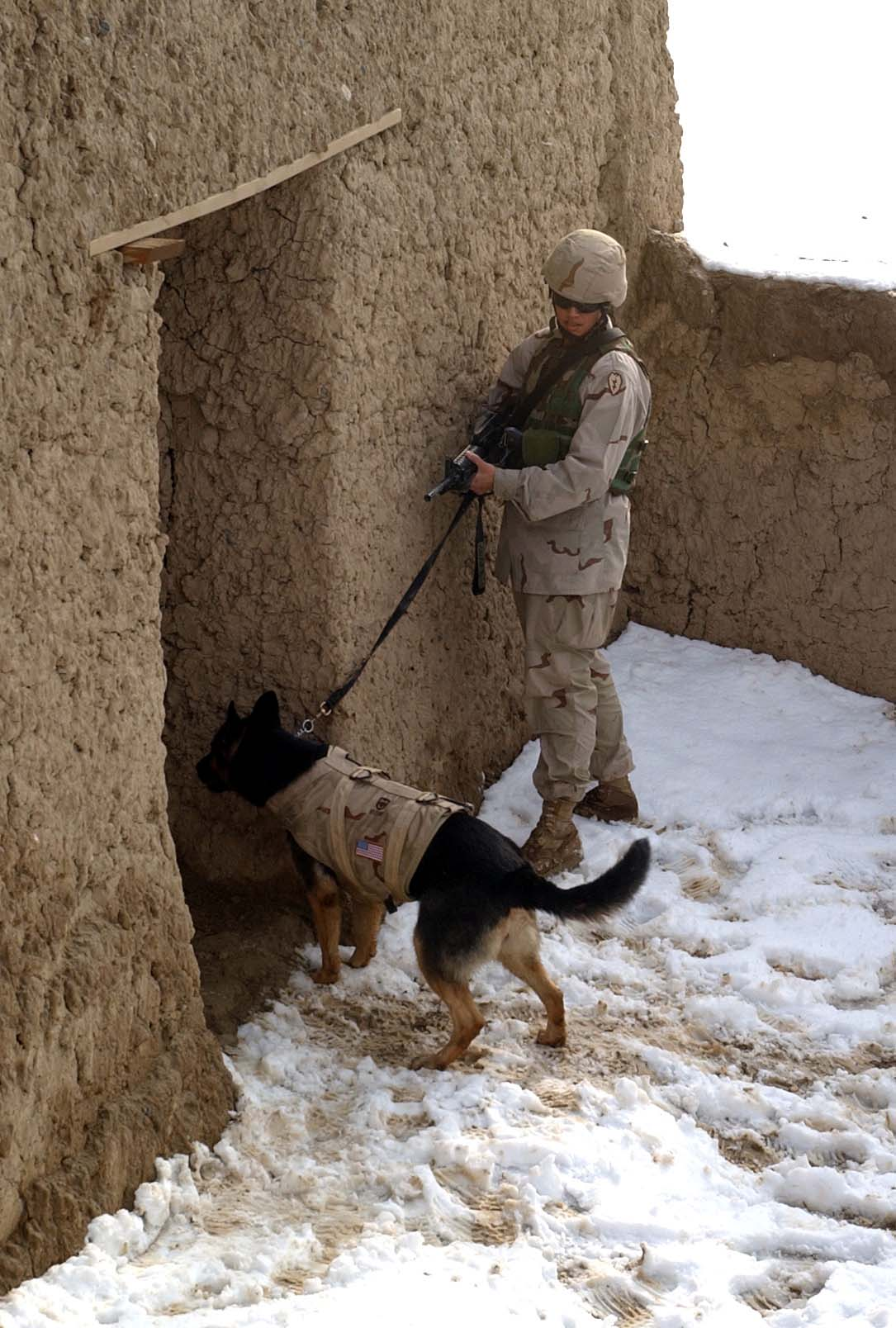
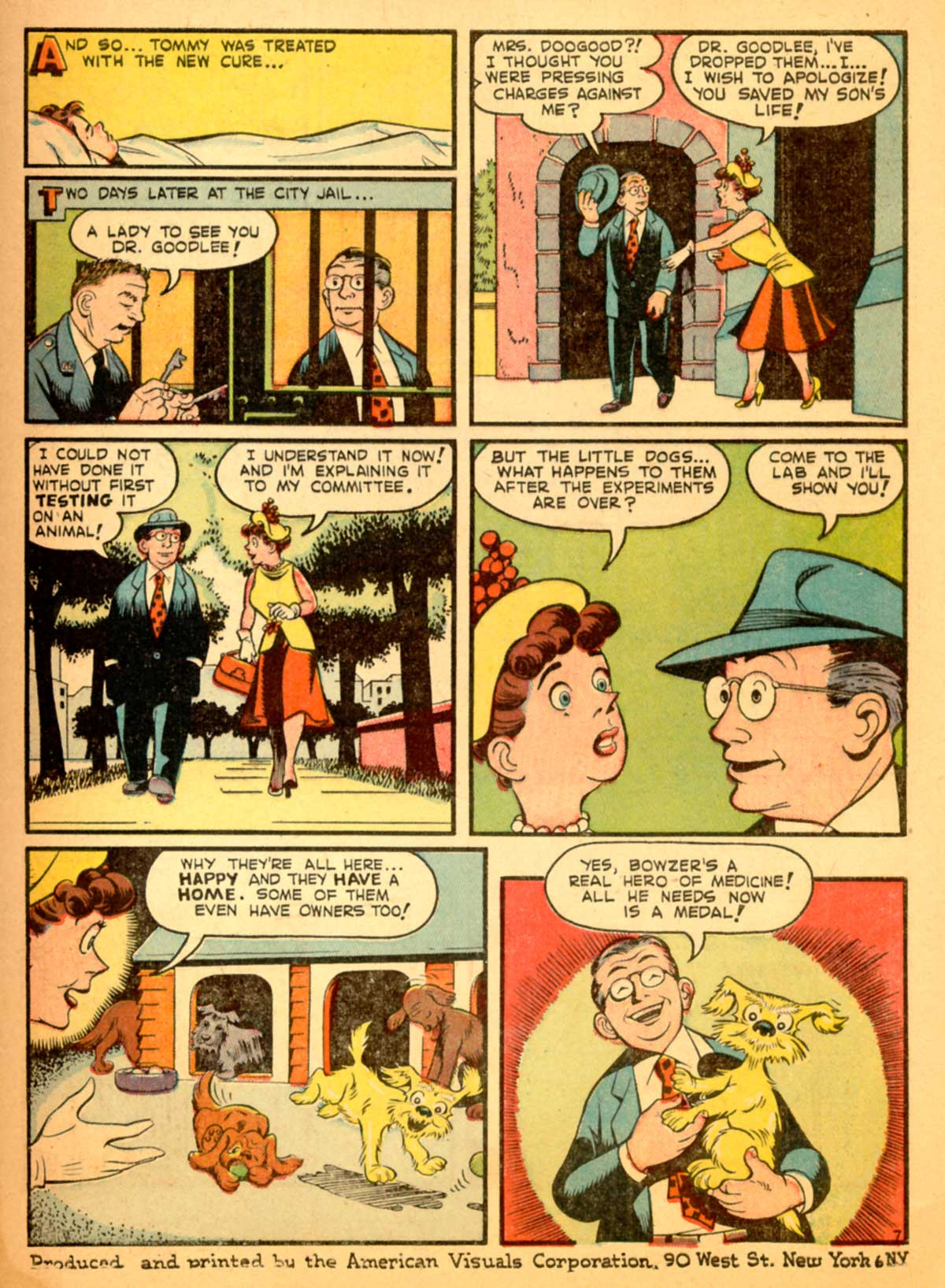
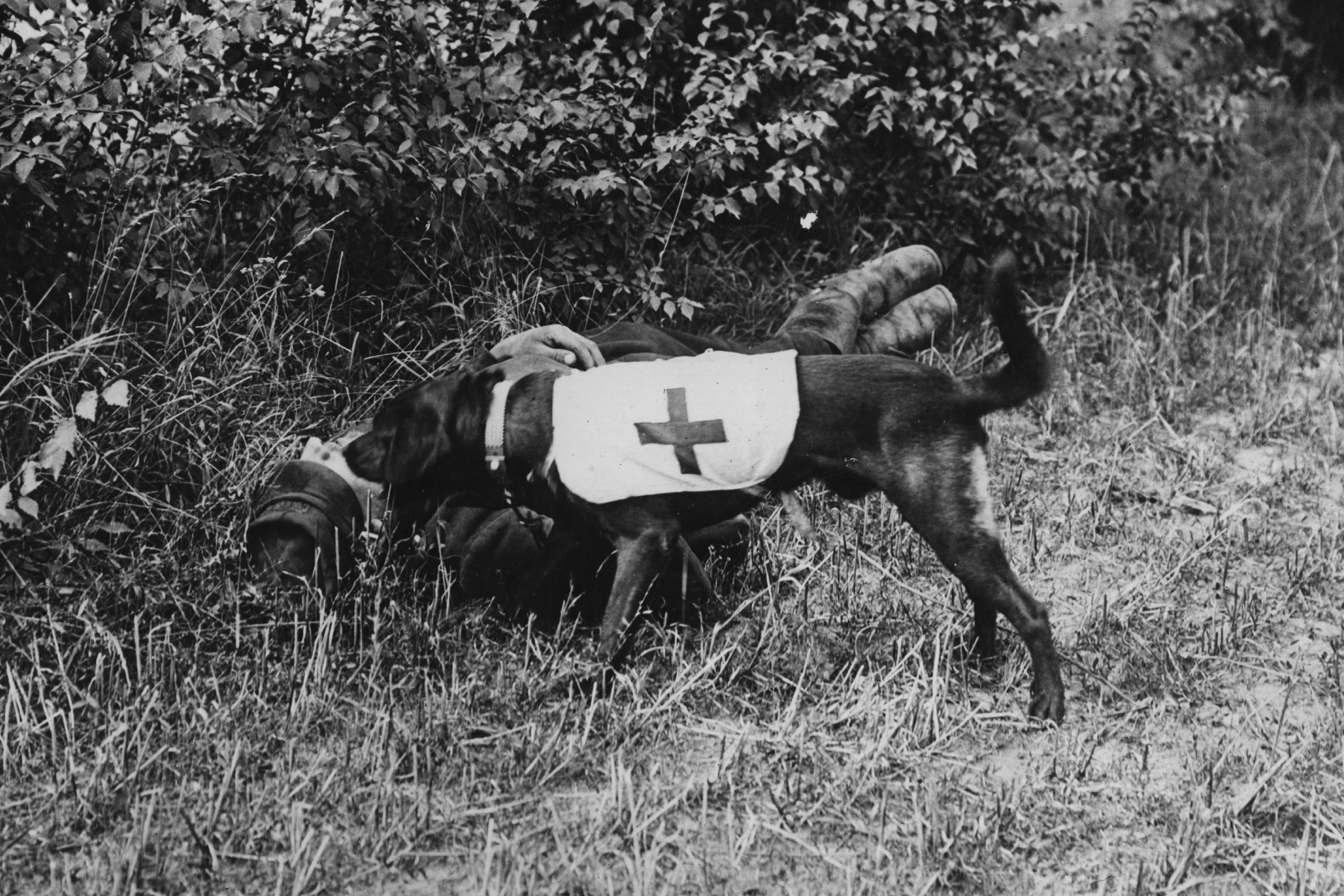
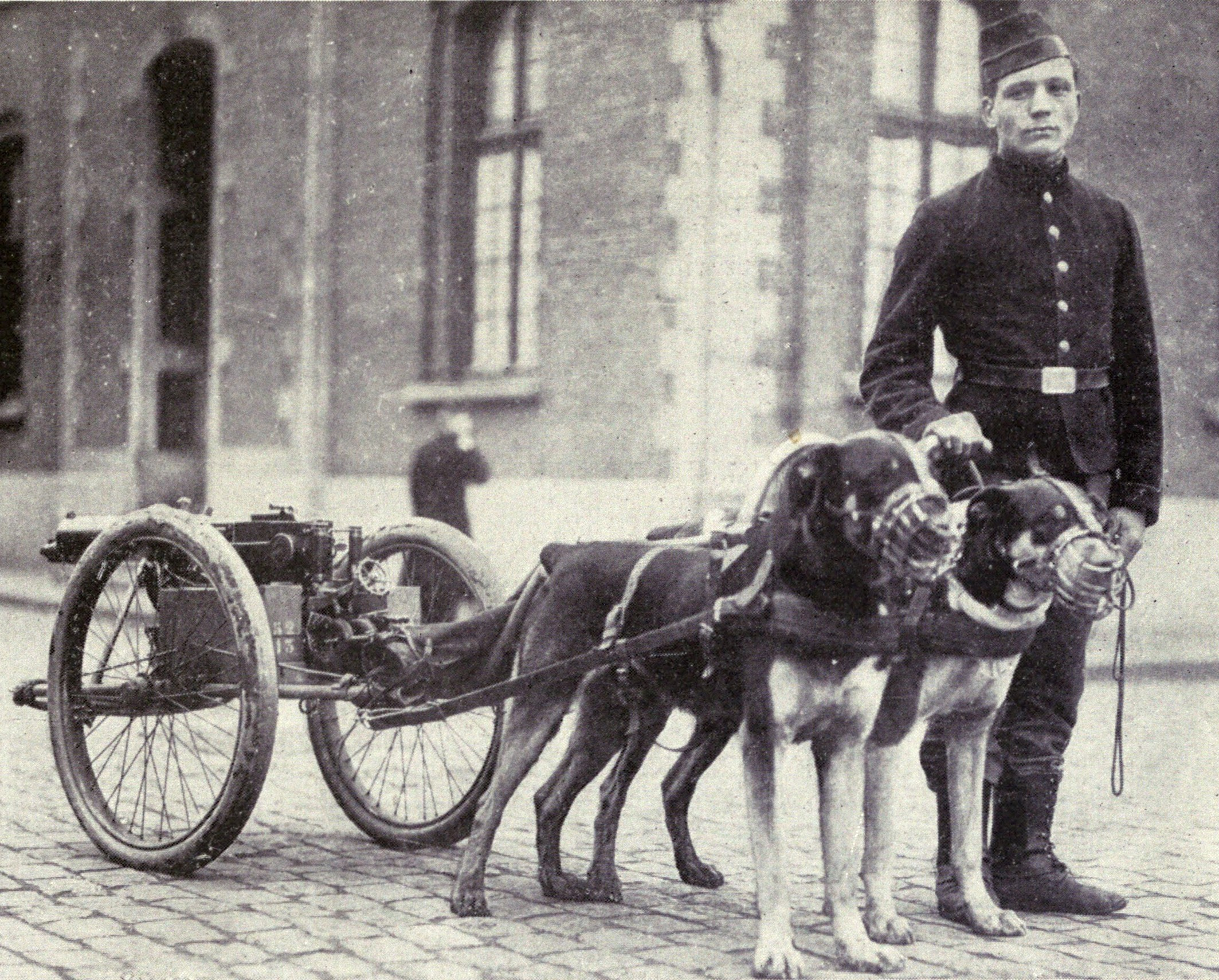
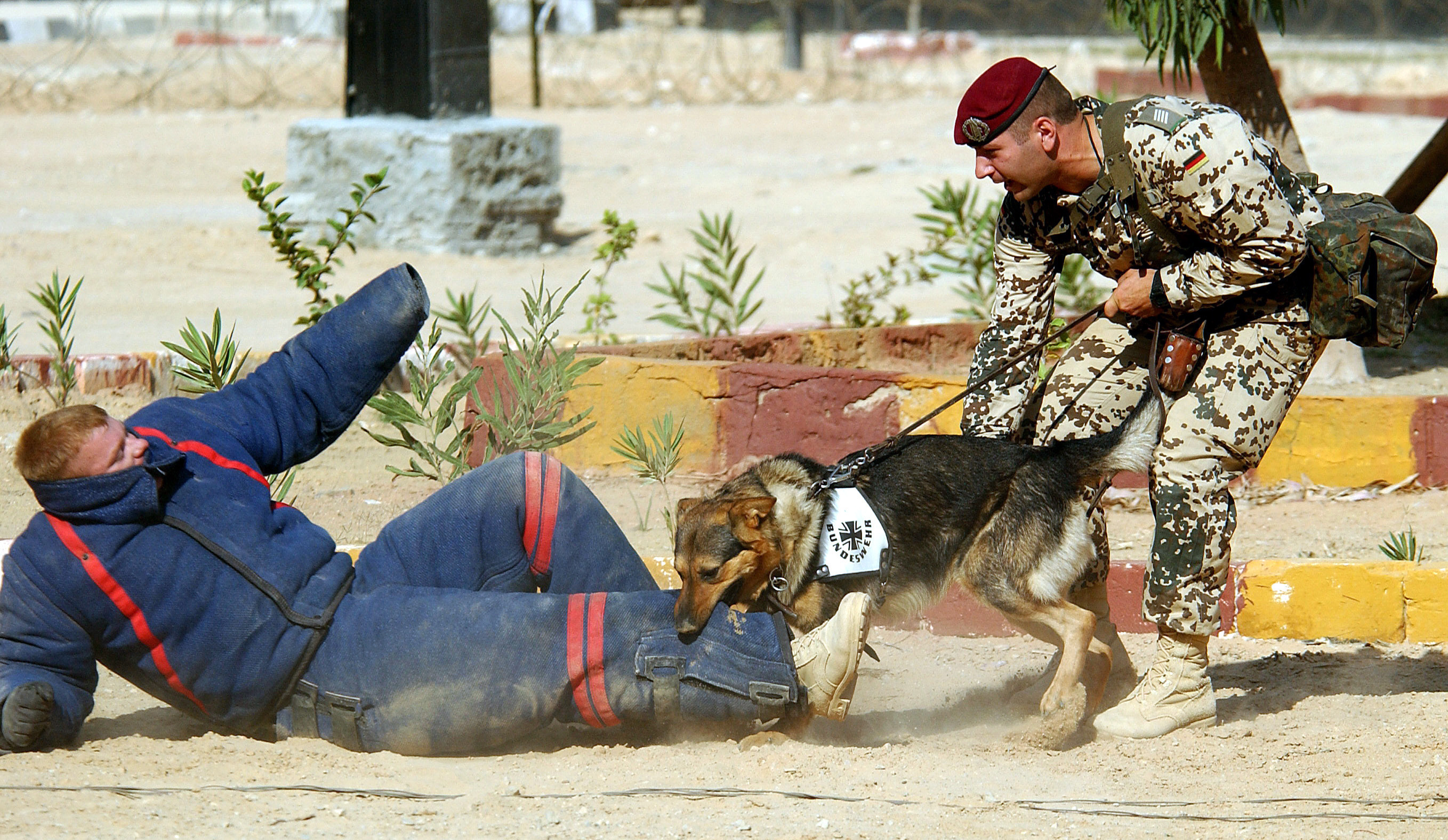
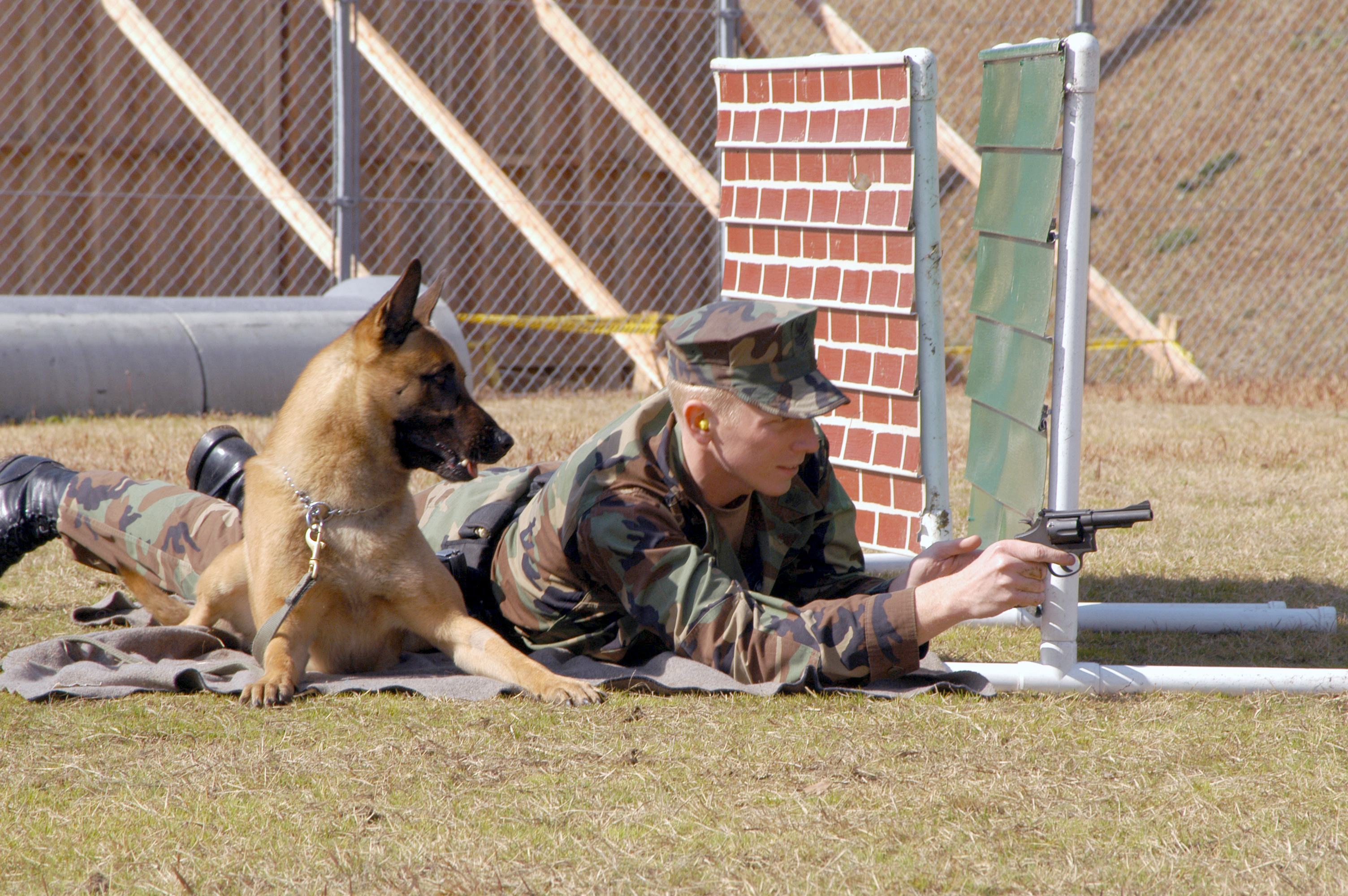
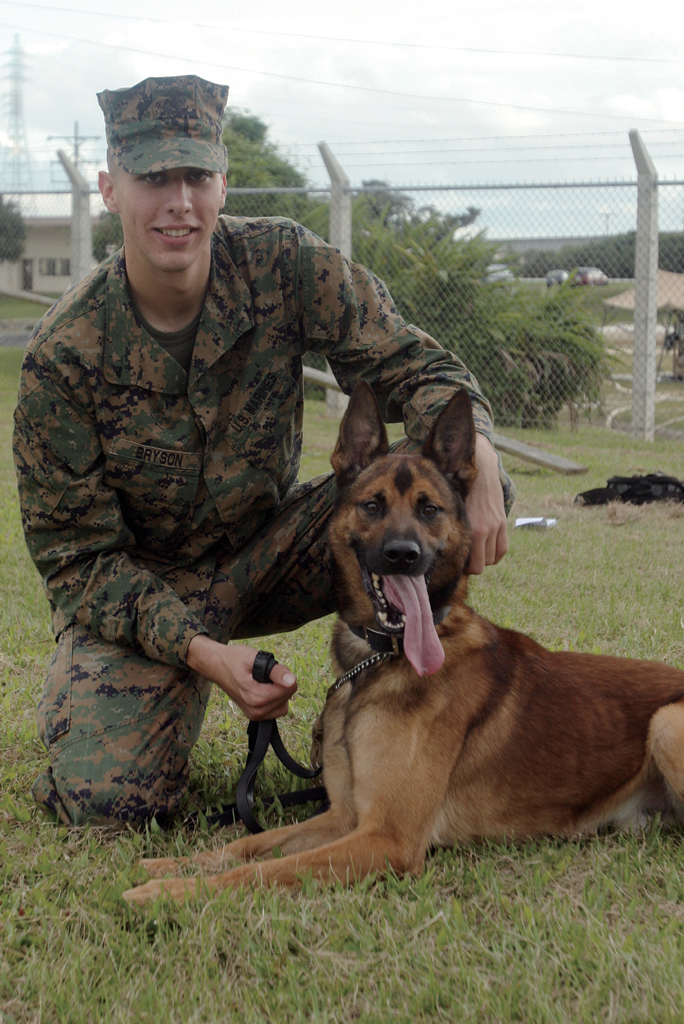
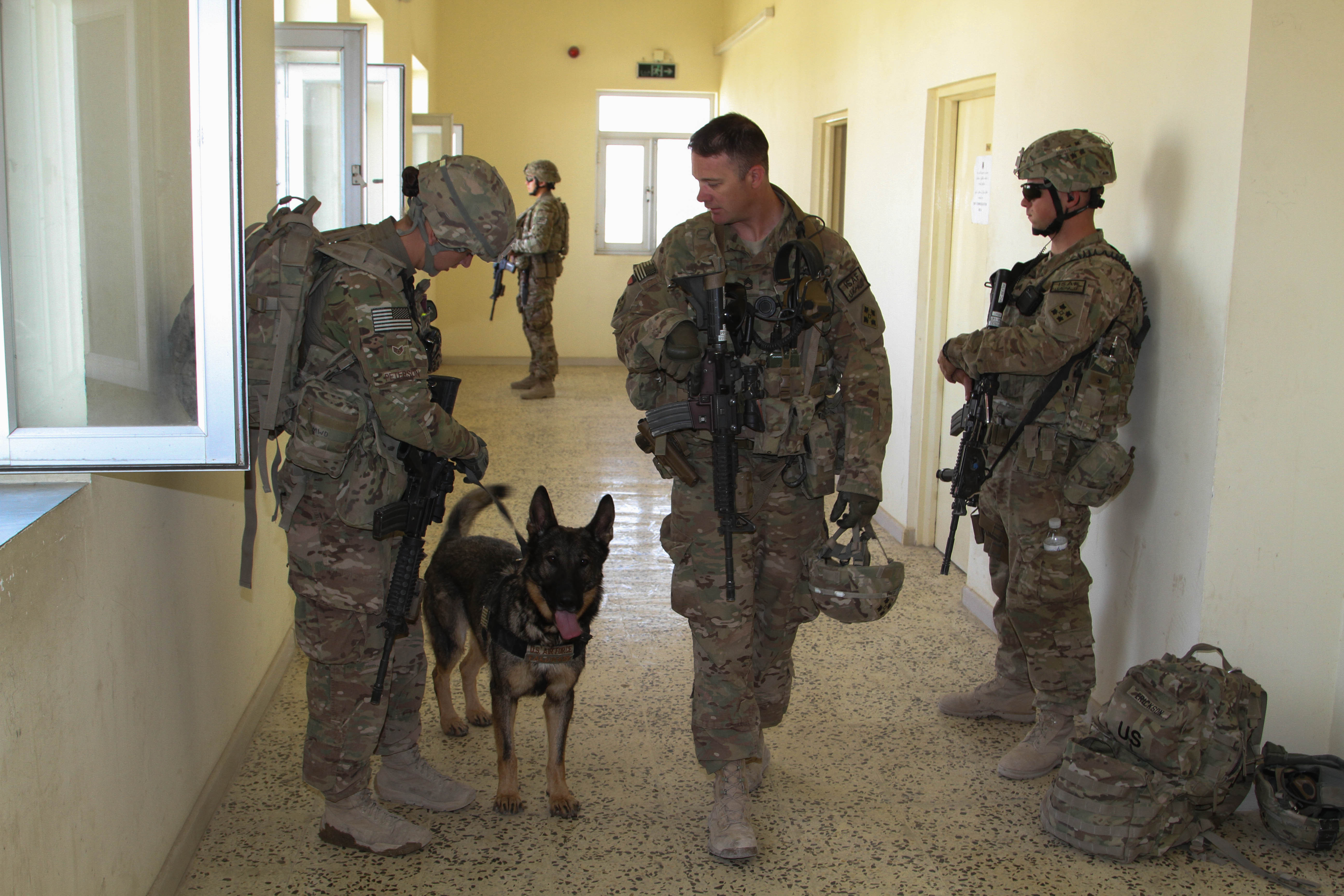
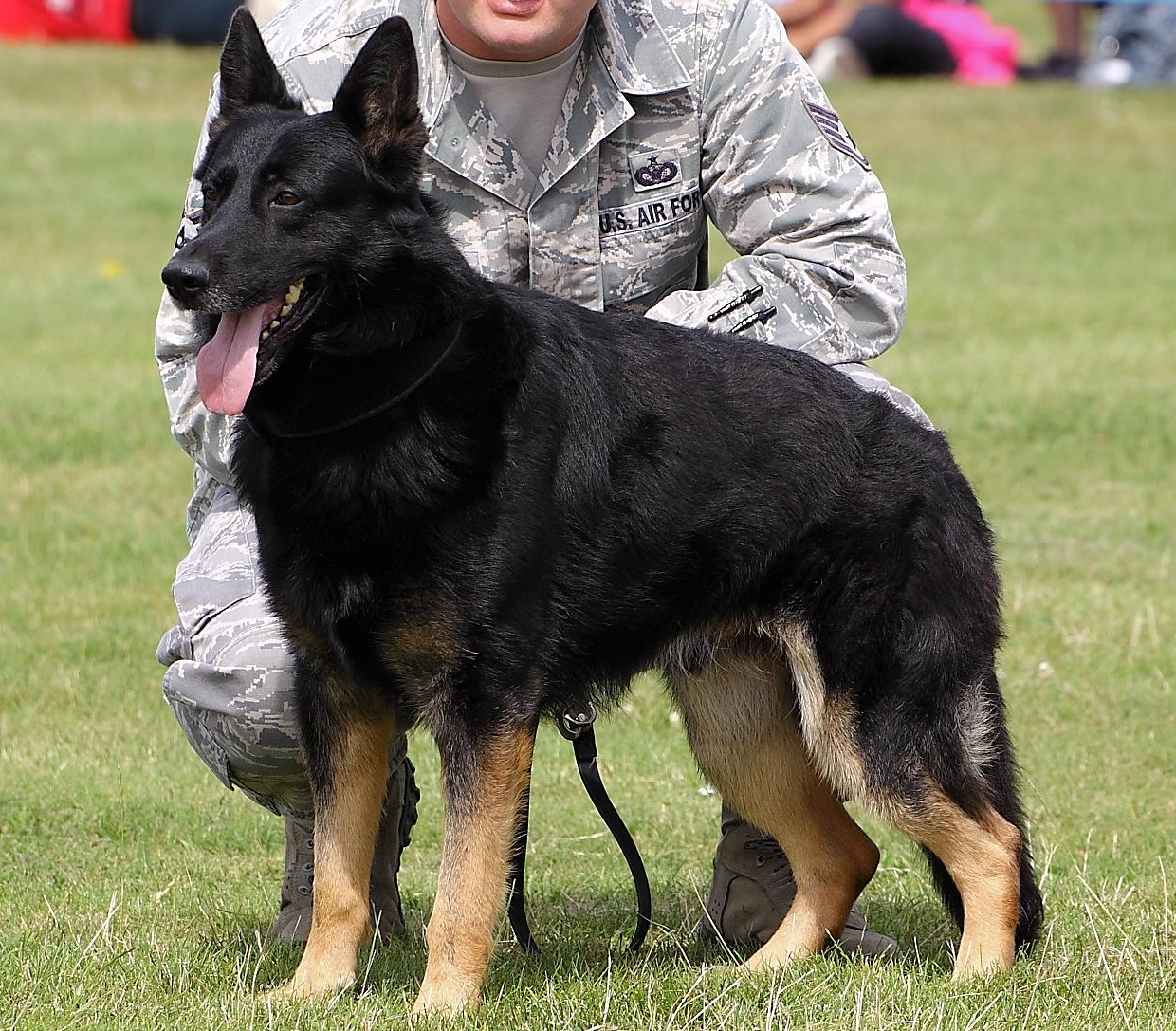

## 같이 보기
- 경찰견